# قانون حفاظت از آی‌پی
قانون ۲۰۱۱ جلوگیری از تهدیدهای واقعی در دنیای مجازی برای خلاقیت اقتصادی و تاراج دارایی‌های فکری، (به انگلیسی: Preventing Real Online Threats to Economic Creativity and Theft of Intellectual Property Act of 2011) که کوتاه شدهٔ نام آن قانون حفاظت از آی‌پی (به انگلیسی: PROTECT IP Act) است و در کاربرد به آن PIPA گفته می‌شود. همچنین این قانون با نام لایحهٔ ۹۶۸ سنا یا S.968 شناخته شده‌است. پیشنهاد دهندگان این قانون گفته‌اند که هدف آنان دادن ابزارهای بیشتر به دولت ایالات متحده و دارندگان حق مالکیت آثار است تا بتوانند دسترسی سایت‌هایی را که از نظر آنان «متخلف اند یا کالا و خدماتی که ارائه می‌کنند تجاوز به حق دیگران است»، محدود کنند یا از این کار بازدارند. این قانون به‌ویژه برای آن‌هایی که در بیرون از مرز ایالات متحده فعالیت می‌کنند گذاشته شده‌است. این لایحه در ۱۲ مه ۲۰۱۱ از سوی سناتور پاتریک لیهی (D-VT) و ۱۱ نفر دیگر که با او همکاری داشتند پیشنهاد شد. برآورد شده‌است که این لایحه تا سال ۲۰۱۶ هزینه‌ای برابر با ۴۷ میلیون دلار به بار آورد این هزینه برای ایجاد پوشش حفاظتی، به کارگیری و آموزش ۲۲ عامل تخصصی و ۲۶ کارمند پشتیبانی است. کمیتهٔ قضایی مجلس سنا این لایحه را پذیرفته اما ران وایدن (D-OR) درخواست داده تا این لایحه نگه داشته شود.
PROTECT IP Act بازنوشتهٔ «لایحهٔ مبارزه با تجاوز و تخلف‌های برخط در شبکه» (به انگلیسی: Combating Online Infringement and Counterfeits Act) یا (COICA) است.
رئیس بخش اکثریت مجلس سنا «هری رید» (Harry Reid) روز ۲۴ ژانویه ۲۰۱۲ را برای رای به قانون، برنامه‌ریزی کرده‌است.